# Chytonix sensilis
Chytonix sensilis är en fjärilsart som beskrevs av Augustus Radcliffe Grote 1881. Chytonix sensilis ingår i släktet Chytonix och familjen nattflyn. Inga underarter finns listade i Catalogue of Life.